# SCH-530348
SCH-530,348 je antagonist trombinskog receptora (PAR-1). On je baziran na prirodnom proizvodu himbacinu. Razvila ga je kompanija Šering-Plau (engl. Schering-Plough). SCH-530,348 je potentan lek za akutni koronarni sindrom, bol u prsima uzrokovan koronarnom bolešću arterija.
Ovaj lek je prešao u vlasništvo kompanije Merk (engl. Merck). On je poznat pod imenom Vorapaxar.

## Literatura
1. ↑  Samuel Chackalamannil (2008). „Discovery of a Novel, Orally Active Himbacine-Based Thrombin Receptor Antagonist (SCH 530348) with Potent Antiplatelet Activity”. Journal of Medicinal Chemistry. 51: 3061. doi:10.1021/jm800180e.

## Spoljašnje veze
|  | Molimo Vas, obratite pažnju na važno upozorenje u vezi sa temama iz oblasti medicine (zdravlja). |